# Ürgüp
Ürgüp é uma cidade e distrito (em turco:  ilçeler) da região histórica e turística da Capadócia, pertencente à província de Nevşehir e à região administrativa da Anatólia Central, da Turquia. Em 2009 a sua população era de 33 829 habitantes, dos quais 17 856 moravam na cidade. Tem uma área de 555 km² e situa-se a uma altitude média de pouco mais de 1 000 m de altitude. Está 20 km a leste de Nevşehir.

## Descrição
Ürgüp, um dos assentamentos mais antigos da Capadócia, já teve vários nomes ao longo da história: Osian ou Ossiana, Hagios Prokopios (durante o Império Bizantino), Bashisar (durante o período selúcida), Burgat Kaalesi ou Burgut Kalesi (durante o Império Otomano), e finalmente o nome actual, que conserva desde pouco depois da fundação da República da Turquia. Em grego o seu nome é Προκόπιο (Procópio) ou Προκόπι (Procópi). A cidade tem habitações trogloditas junto com construções modernas, além de casas tradicionais gregas. É um centro de desenvolvimento da indústria turística na região, já que é usada muitas vezes como base para a exploração do vale de Göreme, do caravançarai de Sarıhan e dos vinhedos de Kızılçukur.
Situada junto a uma colina, o Cerro dos Desejos, à beira do rio Damsa, um afluente da margem esquerda do rio Hális ou Quizil Irmaque (rio vermelho), 20 km a leste de Nevşehir, na estrada que desde há séculos ligava Constantinopla a Cesareia (atual Kayseri), Ürgüp é uma das localidades mais notáveis da Capadócia, pelas peculiaridades geológicas e pelo rico património histórico que tanto contribuem para a fama da Capadócia. A erosão combinada da água e do vento associada às diferenças de dureza das rochas de origem vulcânica e calcária, produziram formas que lembram esculturas, com vales e colinas e os característicos cones rochosos chamados de chaminés de fadas, muitas vezes encimados por um "chapéu" de rocha mais dura.
A cidade é um dos locais da Capadócia com mais hotéis, alguns deles com quartos escavados na rocha, imitando os hábitos trogloditas da região. Muitos desses hotéis estão instalados em antigas habitações tradicionais. Além de hotéis, há diversos bares e discotecas igualmente instalados em grutas que foram habitações no passado, que dão fama à vida noturna da cidade. Além do turismo, os produtos mais afamados da região são o vinho e os tapetes.
Na região encontram-se inúmeras grutas, tanto naturais como feitas pelo homem, que desde cedo as usou como refúgio, habitação, armazém, igrejas e mosteiros, muitas delas nas chaminés de fadas, algumas com pinturas e decorações esculpidas imitando colunatas e outros elementos arquitetónicos. As grutas foram habitadas até aos anos 1970, quando foi interdito o seu uso para habitação por razões de segurança, já que a região é propensa a terramotos. Apesar disso algumas cavernas teem vindo a ser restauradas para servirem de habitações turísticas. Muitas das casas atuais de Ürgüp conservam algumas características das habitações trogloditas de outrora, pois aproveitam a geologia do terreno para paredes, arcadas, caves, etc. A cidade conserva ainda muitas casas de arquitetura tipicamente grega, já que até à troca de populações entre a Grécia e a Turquia, em 1923, na sequência da Guerra de independência turca, uma parte considerável da população era etnicamente grega e cristã. Além disso, há também diversos exemplos de arquitetura tradicional otomana.

## Locais de maior interesse para o visitante
Fontes e inscrições

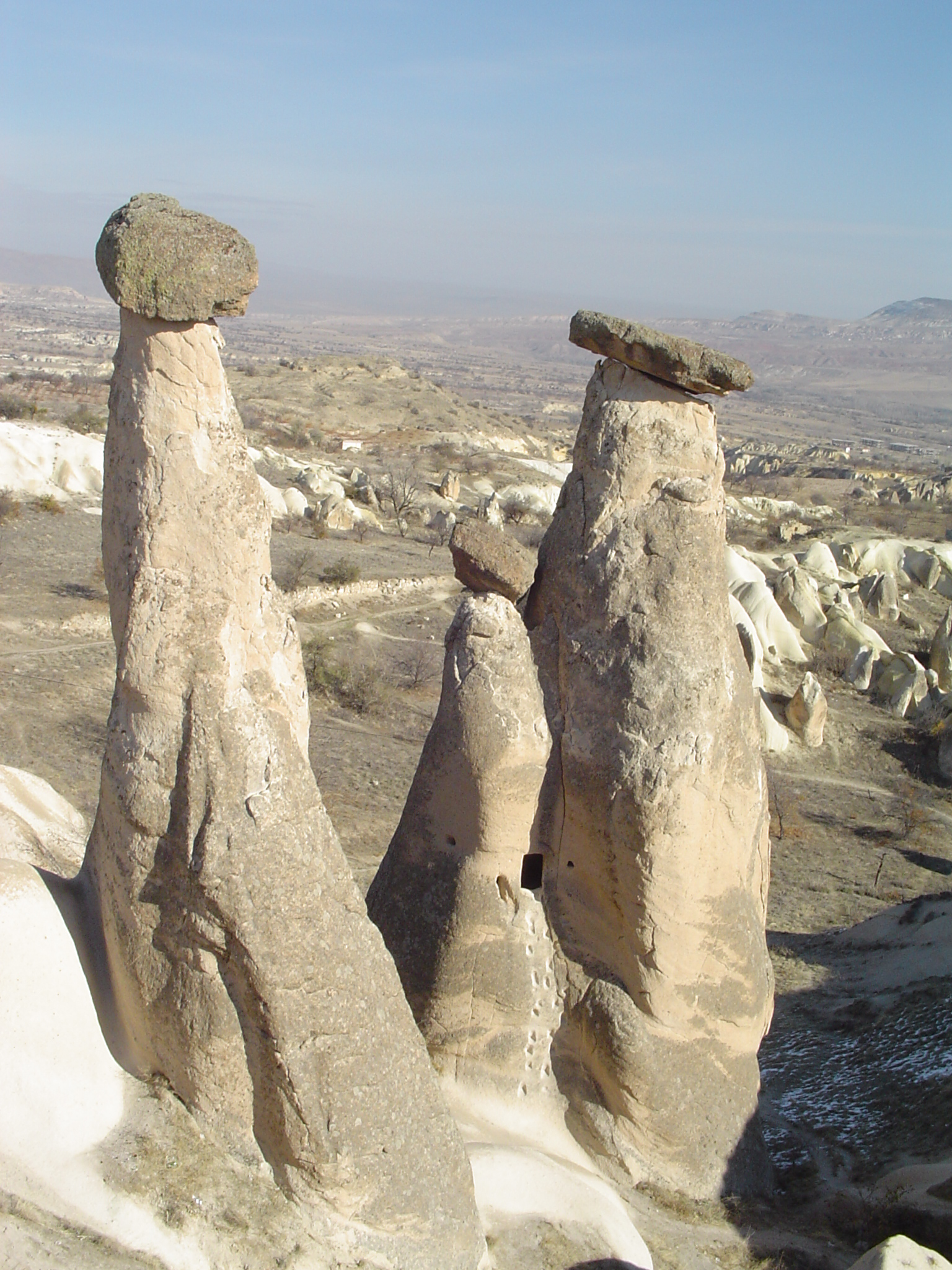
Formações rochosas conhecidas como "chaminés de fadas" no distrito de Ürgüp.

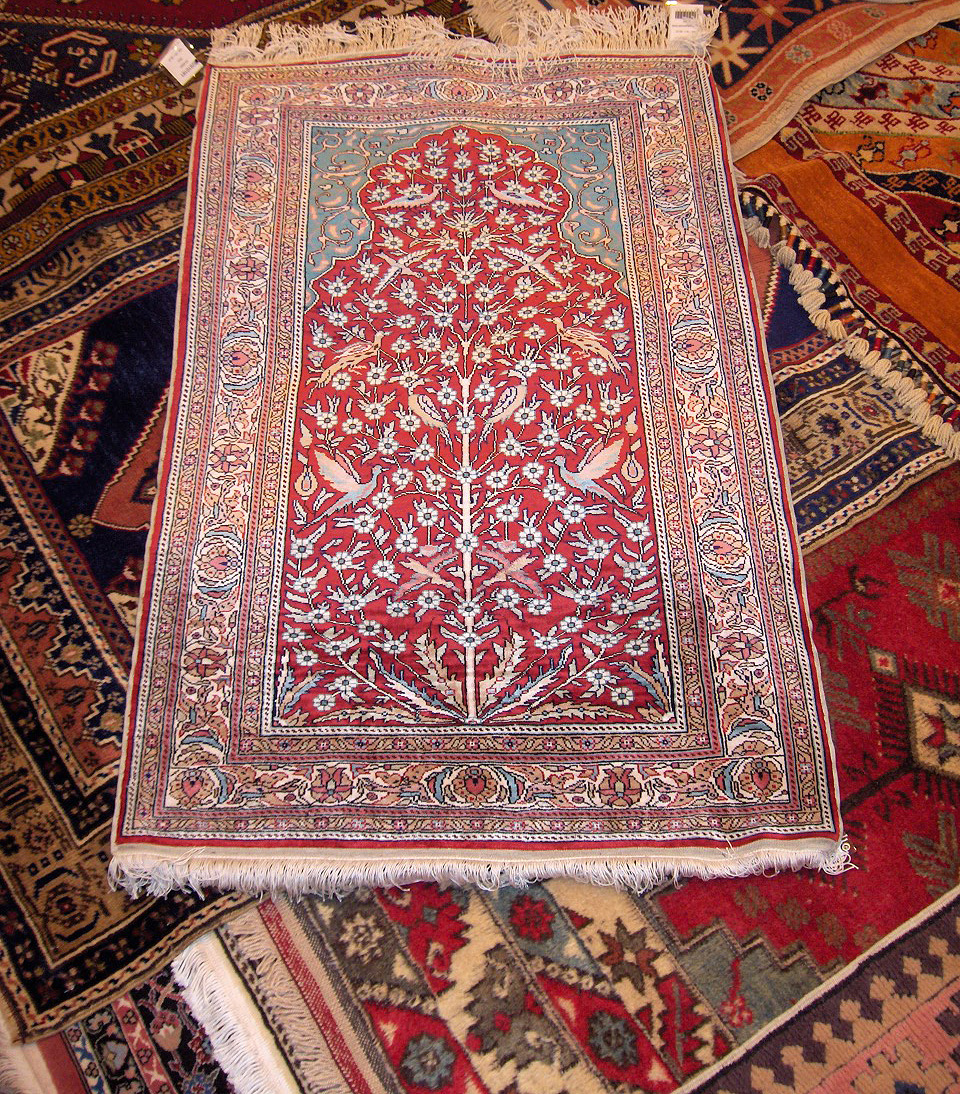
Tapete turco produzido em Ürgüp.

O Grão-vizir de Solimão, o Magnífico, İbrahim Paşa, natural da vizinha Nevşehir, mandou construir em Ürgüp várias fontes e inscrições em mármore com poemas, construídas nas melhores oficinas de cantaria de Istambul. Segundo documentos do século XIX, existiam então na cidade 70 mesquitas, 5 igrejas e 11 bibliotecas.
Monumentos seljúcidas
Do período seljúcida (séculos XII a XIV), destacam-se a mesquita de Quebir, do século XIII, e os túmulos (türbe) Alti Kapil ("das seis portas"), de Quilije Arslã II, sultão de Rum, de 1268, e de Tasquim Paxá, este último na aldeia de Taşkinpaşa, que está anexo à mesquita com o mesmo nome.
Temmeni, o Cerro dos Desejos
Um dos passeios mais populares é a subida a Temmeni, o "Cerro dos Desejos", de onde se desfrutam magníficas vistas sobre a cidade e a paisagem tão peculiar da região, a lembrar cenários de ficção científica. O acesso pode ser feito através de um túnel de 700 m de comprimento que começa junto à Kebir Camii e cujo propósito se desconhece.
Museu
Entre outras coisas, o pequeno museu da cidade tem em exposição peças cerâmicas e outros artefatos pré-históricos, como lamparinas, pequenas figuras, estátuas, estelas e outros elementos de decoração  encontradas em escavações levadas a cabo na região.
Zona comercial
Ürgüp é considerado dos melhores locais da Turquia para comprar antiguidades, tapetes e joalharia, especialmente de prata. As lojas de antiguidade encontram-se sobretudo na Kayseri Caddesi, onde uma das lojas é fornecedora do Museu Real da Escócia.
Necrópole de Kurtderesi

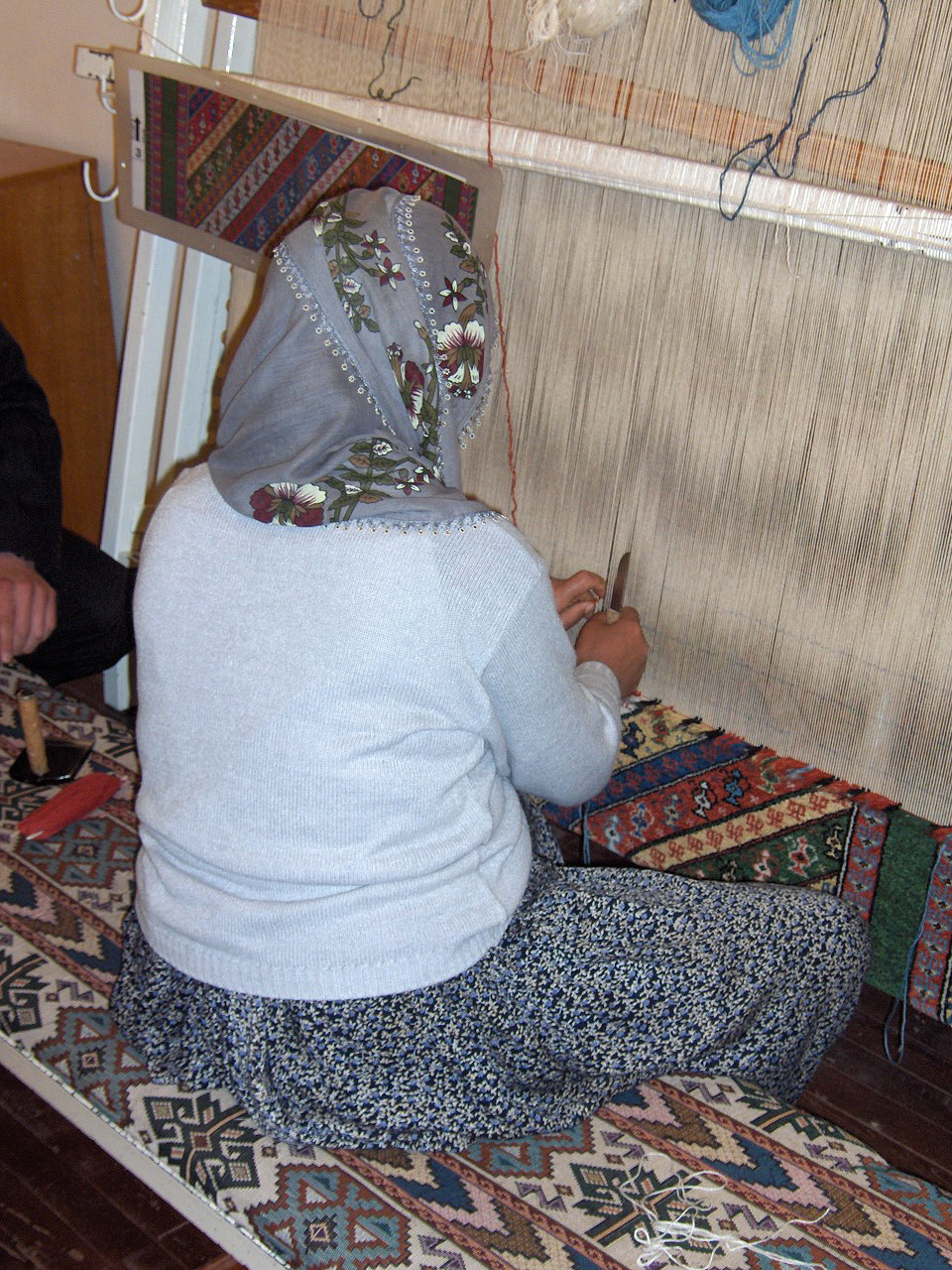
Manufatura de tapetes.

Encontra-se cerca da aldeia de Karlik. As sepulturas, datadas da época romana, foram escavadas na escarpa de meseta. As lápides apresentam figuras gravadas com representações simbólicas dos defuntos. Todas as sepulturas são constituídas por uma pequena câmara com três furos de ventilação sobre a entrada e plataformas  para depositar os cadáveres, por vezes apenas um ou dois, embora a maior parte tenha a forma de U e fosse usada para vários corpos.
Igreja de Tagar
Encontra-se no município de Yeşilöz, a cerca de 16 km por estrada de Ürgüp. A planta é em T, tinha uma abóboda central que foi destruída, tendo sido substituída por uma cobertura de vidro. A construção da igreja é diferente de todas as outras existentes na Capadócia e o estado de conservação dos seus frescos é notável. Foi decorada por três artistas, cada um com o seu estilo próprio. Era dedicada a São Teodoro, mais conhecido como Gregório Taumaturgo, e data do século XII e XIII.
Vales de Devrim, Üzengi e Keslik
Estes vales são interessantes tanto pelas igrejas bizantinas que lá se encontram como pela beleza natural.